# Río Claro (vattendrag i Chile, Región de Coquimbo)
Río Claro är ett  vattendrag   i Chile.   Det ligger i regionen Región de Coquimbo, i den centrala delen av landet, 400 km norr om huvudstaden Santiago de Chile.
Omgivningen kring Río Claro är i huvudsak ett öppet busklandskap och området är  mycket glesbefolkat, med 4 invånare per kvadratkilometer.